# Camillo Pellizzi
Camillo Pellizzi (Collegno, 24 agosto 1896 – Firenze, 9 dicembre 1979) è stato un saggista, sociologo e politologo italiano.
Fu un importante intellettuale del Novecento, prima, durante e dopo il fascismo.

## Biografia
Figlio di uno psichiatra di chiara fama, Giovanni Battista (allievo di Cesare Lombroso), nel 1904 si trasferisce con la famiglia dal Piemonte in Toscana, a Pisa. Consegue la laurea in giurisprudenza durante la prima guerra mondiale, nel 1917. Ottenuta una borsa di studio all'Università di Cambridge, nel 1920 diviene assistente presso la cattedra di Studi italiani (allora retta da Antonio Cippico) allo University College di Londra.
Tornato in Italia, nel 1921 è tra i fondatori del Fascio londinese. Un anno dopo diviene corrispondente da Londra de Il Popolo d'Italia. Sarà anche delegato dei fasci di Gran Bretagna e Irlanda.
Parallelamente, avvia un'intensa attività pubblicistica in campo letterario. Collabora ai primi giornali del movimento fascista: nel 1922 la sua firma appare su Gerarchia; Giuseppe Bottai lo chiama a intervenire su Critica fascista.
Non manca di intervenire nel dibattito politico-culturale italiano. Nel 1924 pubblica Problemi e realtà del fascismo, e l'anno seguente Fascismo-aristocrazia. Attraverso una rapida scalata delle gerarchie del regime, entra nel Gruppo di competenza nazionale dell'Istruzione.
Nel 1924-25 subentra una forte crisi spirituale, che lo porta a riavvicinarsi alla religione cristiana. 
Abbandona la teoria delle élite e si avvicina alle posizioni “tradizionaliste” di Mino Maccari e Leo Longanesi. È il sociologo en-titre della rivista L'Italiano, fondata da Leo Longanesi a Bologna nel 1926.
Dal 1929 è corrispondente dalla capitale inglese per il Corriere della Sera; sempre in quell'anno pubblica un'importante sintesi culturale degli ultimi cinquant'anni di vita artistico-letteraria in Italia: Lettere italiane del nostro secolo (Libreria d'Italia Editrice). I suoi contributi a L'Italiano intanto si diradano (firmerà l'ultimo articolo nel 1931).
Nel 1931 ottiene il titolo di lettore e nel 1934 è nominato titolare della cattedra di Studi italiani, quale successore del professor Edmund Garratt Gardner. A Londra si fa notare anche per la sua militanza politica.
Attratto dalle teorie economiche corporative, collabora con la rivista di Ugo Spirito Nuovi studi di diritto, economia e politica, ed allaccia proficui contatti con Ezra Pound. Negli anni centrali del decennio è ascoltato consigliere di Benito Mussolini, cui riferisce quello che si dice oltremanica sul regime fascista.
Nel 1938 ottiene la cattedra di Storia e dottrina del fascismo all'Università di Messina, ma non entra in servizio. Nel 1939 vince la cattedra di Dottrina dello Stato all'Università degli Studi di Firenze (Facoltà di Scienze Politiche), per cui fa ritorno in Italia. Mantiene formalmente la cattedra a Londra fino al 1943. Nel 1940 è nominato presidente dell'Istituto Nazionale di Cultura Fascista.
Durante la seconda guerra mondiale Pellizzi svolge attività di propaganda per il regime all'estero. Dopo l'8 settembre 1943 non aderisce alla Repubblica Sociale Italiana.
Nonostante ciò, nei primi anni del dopoguerra paga la sua vicinanza al passato regime. Si apre così un periodo di ristrettezze: Pellizzi vive di traduzioni e collaborazioni a giornali vari.
Nel 1950 viene riammesso all'insegnamento accademico, grazie all'intercessione di padre Agostino Gemelli, don Luigi Sturzo e Guido Gonella. Rientra all'Università di Firenze.
Nel 1951 entra nel Consiglio direttivo dell'Associazione italiana di Scienze politiche e sociali. Negli anni accademici 1950/51 e 1951/52 tiene il corso di Sociologia alla Scuola di perfezionamento in Filosofia del Diritto presso l'Università di Roma. Termina la carriera accademica all'Istituto superiore di scienze sociali di Urbino, dove insegna Storia e teoria delle Scienze dell'uomo.
Nel 1959 fonda a Firenze la «Rassegna italiana di Sociologia», poi edita dalla società editrice bolognese il Mulino; rimarrà direttore del periodico sino alla scomparsa.

## Pensiero
Pellizzi fu un importante esponente dell'attualismo italiano, almeno fino alla sua conversione al cattolicesimo. Intrattenne rapporti e scambi intellettuali con Giovanni Gentile e Giuseppe Bottai. Ebbe un'intensa corrispondenza con Ezra Pound.

Nel dopoguerra, fu il primo docente universitario di sociologia in Italia.

## Opere
Originali:
- Gli spiriti della vigilia: Carlo Michelstaedter, Giovanni Boine, Renato Serra, 1924.
- Problemi e realtà del fascismo, Alpes, 1924.
- Fascismo-aristocrazia, Alpes, 1925.
- Cose d'Inghilterra, Alpes, 1925.
- Lettere italiane del nostro secolo, Milano, 1929.
- Romanticism and Regionalism, Oxford, 1929.
- Il teatro inglese, Milano, Fratelli Treves, 1934.
- Una rivoluzione mancata, Milano, Longanesi, 1948.
- Simbolo e società, Roma, 1950.
- Rito e linguaggio, Roma, Armando, 1964.
- La gaia catastrofe, Bologna, Il Mulino, 1978.

Traduzioni (elenco incompleto)
- Richard Wright, Paura, Milano, Bompiani, 1947.
- John Locke, Saggio sull'intelligenza umana, 1951.
- Ernst Cassirer, Il Mito dello Stato, 1950.
- Cecil Delisle Burns, Difetti e vantaggi della Democrazia, 1951.